# 張洽 (嘉靖仁和進士)
張洽（1517年—？），字子德，浙江杭州府仁和縣人，民籍，明朝政治人物。

## 生平
嘉靖十九年（1540年）庚子科浙江鄉試第四十一名舉人。嘉靖二十年（1541年）聯捷辛丑科會試第一百四十六名，登第二甲第八十二名進士。仕至南京兵部武选司郎中。

## 家族
曾祖張鵬，遇例冠帶；祖父張繪，醫學正科 以子張應祺封刑部主事；父張應祐，字元祚，號半山，与沈儀（號两湖）同登正德十四年己卯科舉人，貢士，嘉靖二十二年癸卯夏授苏州府通判，不樂行，迁延者久之，是年仲冬始抵任，越次年二月竊自计曰：我有子洽，既登辛丑黄甲，吾有志，彼可继行，予仕何为？尋稱疾乞罷。母王氏。具庆下。兄张瀚（工部主事）、张濂（刑部主事）、张洵（嘉靖丁酉举人、贡士，官吉安府同知）。弟张溥（嘉靖庚子举人、贡士，官仪真知县）。